# Carlotta Baldo
Carlotta Baldo (Trento, 20 marzo 1997) è una calciatrice italiana, di ruolo centrocampista.

## Carriera

### Club
Carlotta Baldo si avvicina al calcio già in tenera età tesserandosi con l'S.S. Aldeno e giocando nelle formazioni miste giovanili dal 2007 fino al 2010 quando, raggiunti i limiti d'età per giocare con i maschietti, si accorda con l'Arcobaleno Bardolino per giocare in una squadra completamente femminile. Con le gialloblu dell'Arcobaleno Bardolino partecipa nelle sezioni giovanili al Campionato Primavera.
Le buone prestazioni dimostrate nel campionato giovanile le aprono la strada alla Serie A, stipulando un accordo con l'allora Bardolino Verona dove viene inserita in rosa dalla stagione 2012-2013. Nel frattempo la società cambia denominazione e si presenta all'iscrizione della stagione 2013-2014 come AGSM Verona. Baldo fa il suo esordio in Serie A il 16 febbraio 2013, a soli 15 anni, nella 6ª giornata di ritorno della stagione 2013-2014, durante la partita giocata con la Fiamma Monza e vinta dalle veronesi per 4-1. Al termine della stagione il suo personale tabellino conta 4 reti siglate in 17 incontri disputati.
Alla sua terza stagione con la maglia della prima squadra scende in campo 9 volte su 26 partite in programma, siglando una rete, e al termine del campionato contribuisce alla conquista del suo primo scudetto personale e del quinto titolo di Campione d'Italia per la società.
Durante il calciomercato estivo 2016 decide di siglare un accordo con il Pro San Bonifacio, società che sta allestendo una squadra capace di affrontare il campionato entrante di Serie B con un organico in grado di puntare alla promozione. nel suo primo anno con la società di San Bonifacio condivide con le compagne il percorso che la vedranno terminare al terzo posto del girone C, dietro a Valpolicella e Inter Milano.
Nell'estate 2018 va a giocare nel neonato Cittadella, in Serie B, società sorta dalla fusione tra Pro San Bonifacio e Femminile Bassano.

## Palmarès
- Campionato italiano: 1

AGSM Verona: 2014-2015